# Trindade i Martim Vaz
Trindade i Martim Vaz je otočje u južnom Atlantskom oceanu koje je udaljeno oko 1200 km od Vitórije, glavnog grada brazilske savezne države Espírito Santo kojoj otočje upravno pripada. Otočje se sastoji od dva glavna otoka međusobno udaljena 48 km, te od dva otočića i nekoliko hridi. Ukupna površina otočja je 10,4 km², a na njemu živi tridesetak pripadnika brazilske mornarice. Oceanografska postaja na otoku Trinidade (Posto Oceanográfico da Ilha da Trindade) je najzabačenije naseljeno mjesto u Brazilu, a nalazi se 1 025 km udaljeno od najbližeg naselja.
Otoci su vulkanskog podrijetla s nepravilnim reljefom. Uz iznimku južnog dijela otoka Trindade, ovo su otoci bez veće vegetacije. Godine 1502. otoke je otkrio portugalski istraživač Estêvão da Gama, te su otoci ostali u portugalskom vlasništvu sve do nezavisnosti Brazila. Od 1890. do 1896., Trindadeom je vladalo Ujedinjeno Kraljevstvo, nakon čega je otok vraćen Brazilu. U rujnu 1914., za vrijeme prvog svjetskog rata, kod Trindadea se odvila borba između britanskog i njemačkog vojnog broda.

## Otoci
Nazivi otoka i njihovi položaju su:
- Ilha da Trindade (portugalski za „otok trojstva”) (20°31′30″S 29°19′30″W / 20.52500°S 29.32500°W)
- Ilhas de Martim Vaz (20°30′00″S 28°51′00″W / 20.50000°S 28.85000°W)
  - Ilha do Norte („sjeverni otok”), 300 metara SSZ od Ilha da Racha, visine 75 m. (20°30′00″S 28°51′00″W / 20.50000°S 28.85000°W)
  - Ilha da Racha ili Ilha Martim Vaz, visine 175 metara na najvišem dijelu. (20°30′18″S 29°20′42″W / 20.50500°S 29.34500°W)
  - Rochedo da Agulha („hrid igle”), hrid koja se nalazi 200 metara SZ od Ilha da Racha, visine 60 m.
  - Ilha do Sul („južni otok”), 1600 metara južno od Ilha da Racha. Ilha do Sul je najjužnija točka Brazila. (20°31′00″S 28°51′00″W / 20.51667°S 28.85000°W)

Trindade je daleko najveći otok s površinom od 10,1 km² dok svi otočići zajedno s Martim Vazom čine tek 0,3 km². Ovo je prilično brdovit otok s izraženim vulkanskim reljefom. Na sjeverozapadu otoka nalaze se vrhovi Pico da Trindade (590 m) i Pico Bonifácio (570 m). Pico Monumento koji je impresivnog oblika nagnutog valjka, visok je 270 m, a nalazi se na zapadnoj obali otoka.
Otok je najvažnije gnijezdilište goleme želve u Brazilu.

## Biljne vrste
Na otoku je popisano svega 16 biljnih vrsta (i jedna podvrsta) od kojih samo tri nisu endemične
1. Polystachya estrellensis Rchb. f.
2. Psilotum nudum (L.) P. Beauv.
3. Cyathea delgadii Pohl ex Sternb.
4. Doryopteris campos-portoi Brade, endem
5. Elaphoglossum beckeri Brade, endem
6. Pecluma insularis (Brade) Salino, endem
7. Pleopeltis trindadensis (Brade) Salino, endem
8. Polypodium trinidadense Jenman, endem
9. Amauropelta novaeana (Brade) Salino & T. E. Almeida, endem
10. Asplenium beckeri Brade, endem
11. Peperomia beckeri E. F. Guim. & R. J. V. Alves, endem
12. Peperomia segregata T. S. Dantas, Carv.-Silva & P. E. A. S. Câmara, endem
13. Asplenium trindadense (Brade) Sylvestre, endem
14. Cyperus appendiculatus var. atlanticus, endem
15. Sporobolus nesiotioides Longhi-Wagner, R. J. V. Alves & N. G. Silva, endem
16. Plantago trinitatis Rahn, endem
17. Achyrocline disjuncta Hemsl., endem